# Vlag van Buurse

Vlag van Buurse

De vlag van Buurse is de dorpsvlag van de Overijsselse dorp Buurse. De vlag is in 2005 in gebruik genomen en was een idee van het plaatselijke dorpsbelang. Dit om meer kleur toe te voegen aan de straten tijdens verschillende evenementen binnen Buurse. De rode driehoek verwijst naar de gemeente Haaksbergen, waartoe Buurse behoort. Blauw symboliseert de Schipbeek. Groen voor de bossen en het geel de landerijen. De vlag is ontworpen door de heer C. Kramer.
Belt-Schutsloot
· Blankenham
· Boekelo
· Buurse
· Giethoorn
· Herxen
· Hoonhorst
· Kuinre
· Mariënheem
· Oldemarkt
· Ossenzijl
· Scheerwolde
· Slangenbeek
· Vollenhove
· Zenderen